# Karambo (Sektor)
Karambo ist einer von 19 Sektoren des Distrikts Gakenke in der Nordprovinz von Ruanda.

## Geographie
Der Sektor hat eine Fläche von 21,6 km² und liegt auf einer Höhe von etwa 1850 m. Er unterteilt sich in die drei Zellen Kanyanza, Karambo und Kirebe. Nachbarsektoren sind im Norden Kamubuga, im Osten Gashenyi, im Süden Gakenke und im Westen Nemba. Im Süden grenzt er an den Fluss Base. Im Osten des Sektors liegt das gleichnamige Dorf Karambo, in dem sich der Verwaltungssitz des Sektors und das Karambo Health Centre befinden.

## Bevölkerung
Nach Stand der Volkszählung von 2022 liegt die Einwohnerzahl bei 13.617. Zehn Jahre zuvor waren es 12.159, was einem jährlichen Bevölkerungszuwachs von 1,1 Prozent zwischen 2012 und 2022 entspricht.

## Verkehr
Es verläuft keine Nationalstraße oder District Road durch den Sektor.

## Gesundheitswesen
Im Sektor befindet sich das Karambo Health Center.